# Bob Bolitho
Robert "Bob" Bolitho (Victoria; 20 de julio de 1952) es un exfutbolista canadiense que jugaba como centrocampista.

## Trayectoria
Jugó con el equipo Victoria O'Keefe SC de la Pacific Coast Soccer League antes de unirse al Victoria West United y London Boxing Club, en el que ganó la Canadian Club Championship en 1975. El verano siguiente, se unió al Vancouver Whitecaps y permaneció con el club hasta 1980.
Fue cedido a Los Angeles Aztecs durante la temporada bajo techo de la NASL 1979-1980. En 1980, comenzó la temporada con Whitecaps antes de ser transferido a Tulsa Roughnecks con quien jugó el resto de la temporada al aire libre así como la temporada cubierta en 1980-1981.
En 1981, se mudó al Fort Lauderdale Strikers. En 1984, los Strikers se mudaron a Minnesota y se convirtieron en Minnesota Strikers.
Comenzó como titular esa campaña, pero pronto se trasladó al banco de suplentes antes de ser cambiado al Tampa Bay Rowdies.

## Selección nacional
Estuvo en los Juegos Panamericanos de 1975 y en los Juegos Olímpicos de Verano de 1976, jugando contra la Unión Soviética en Montreal y Corea del Norte en Toronto.

### Participaciones en Juegos Olímpicos
| Torneo                   | Sede     | Resultado    |
| ------------------------ | -------- | ------------ |
| Juegos Olímpicos de 1976 | Montreal | Primera fase |

### Partidos y goles internacionales
| \| N.º \| Fecha \| Ciudad \| Local \| Res. \| Visitante \| Competición \| Goles \| \| --- \| ------------------------ \| ---------------- \| -------------------- \| ---- \| -------------- \| ------------------------------------------------- \| ------- \| \| 1 \| 9 de octubre de 1974 \| Frankfurt \| Alemania Democrática \| 2:0 \| Canadá \| Amistoso \| - \| \| 2 \| 31 de octubre de 1974 \| Varsovia \| Polonia \| 2:0 \| Canadá \| Amistoso \| - \| \| 3 \| 5 de enero de 1975 \| La Habana \| Cuba \| 4:0 \| Canadá \| Amistoso \| - \| \| 4 \| 24 de septiembre de 1976 \| Vancouver \| Canadá \| 1:1 \| Estados Unidos \| Clasificación para el Campeonato Concacaf de 1977 \| Anotado \| \| 5 \| 10 de octubre de 1976 \| Vancouver \| Canadá \| 1:0 \| México \| Clasificación para el Campeonato Concacaf de 1977 \| - \| \| 6 \| 20 de octubre de 1976 \| Seattle \| Estados Unidos \| 2:0 \| Canadá \| Clasificación para el Campeonato Concacaf de 1977 \| - \| \| 7 \| 27 de octubre de 1976 \| Toluca de Lerdo \| México \| 0:0 \| Canadá \| Clasificación para el Campeonato Concacaf de 1977 \| - \| \| 8 \| 22 de diciembre de 1976 \| Puerto Príncipe \| Canadá \| 3:0 \| Estados Unidos \| Clasificación para el Campeonato Concacaf de 1977 \| Anotado \| \| 9 \| 11 de septiembre de 1977 \| Puerto España \| Trinidad y Tobago \| 1:1 \| Canadá \| Amistoso \| - \| \| 10 \| 8 de octubre de 1977 \| Monterrey \| Canadá \| 1:2 \| El Salvador \| Campeonato Concacaf de 1977 \| - \| \| 11 \| 16 de octubre de 1977 \| Ciudad de México \| Canadá \| 2:1 \| Guatemala \| Campeonato Concacaf de 1977 \| - \| \| 12 \| 20 de octubre de 1977 \| Monterrey \| Haití \| 1:1 \| Canadá \| Campeonato Concacaf de 1977 \| - \| \| 13 \| 22 de octubre de 1977 \| Monterrey \| México \| 3:1 \| Canadá \| Campeonato Concacaf de 1977 \| - \| \| 14 \| 15 de septiembre de 1980 \| Vancouver \| Canadá \| 4:0 \| Nueva Zelanda \| Amistoso \| - \| \| 15 \| 17 de septiembre de 1980 \| Edmonton \| Canadá \| 3:0 \| Nueva Zelanda \| Amistoso \| - \| \| 16 \| 18 de octubre de 1980 \| Toronto \| Canadá \| 1:1 \| México \| Clasificación para la Copa Mundial de 1982 \| - \| \| 17 \| 1 de noviembre de 1980 \| Vancouver \| Canadá \| 2:1 \| Estados Unidos \| Clasificación para la Copa Mundial de 1982 \| - \| \| 18 \| 9 de noviembre de 1980 \| Tegucigalpa \| Honduras \| 2:0 \| Canadá \| Amistoso \| - \| \| 19 \| 16 de noviembre de 1980 \| Ciudad de México \| México \| 1:1 \| Canadá \| Clasificación para la Copa Mundial de 1982 \| - \| \| 20 \| 12 de octubre de 1981 \| San Fernando \| Trinidad y Tobago \| 2:4 \| Canadá \| Amistoso \| - \| \| 21 \| 6 de noviembre de 1981 \| Tegucigalpa \| Canadá \| 1:1 \| Haití \| Campeonato Concacaf de 1981 \| - \| \| 22 \| 21 de noviembre de 1981 \| Tegucigalpa \| Cuba \| 2:2 \| Canadá \| Campeonato Concacaf de 1981 \| - \| |                          |                  |                      |      |                |                                                   |         |
| N.º | Fecha                    | Ciudad           | Local                | Res. | Visitante      | Competición                                       | Goles   |
| 1 | 9 de octubre de 1974     | Frankfurt        | Alemania Democrática | 2:0  | Canadá         | Amistoso                                          | -       |
| 2 | 31 de octubre de 1974    | Varsovia         | Polonia              | 2:0  | Canadá         | Amistoso                                          | -       |
| 3 | 5 de enero de 1975       | La Habana        | Cuba                 | 4:0  | Canadá         | Amistoso                                          | -       |
| 4 | 24 de septiembre de 1976 | Vancouver        | Canadá               | 1:1  | Estados Unidos | Clasificación para el Campeonato Concacaf de 1977 | Anotado |
| 5 | 10 de octubre de 1976    | Vancouver        | Canadá               | 1:0  | México         | Clasificación para el Campeonato Concacaf de 1977 | -       |
| 6 | 20 de octubre de 1976    | Seattle          | Estados Unidos       | 2:0  | Canadá         | Clasificación para el Campeonato Concacaf de 1977 | -       |
| 7 | 27 de octubre de 1976    | Toluca de Lerdo  | México               | 0:0  | Canadá         | Clasificación para el Campeonato Concacaf de 1977 | -       |
| 8 | 22 de diciembre de 1976  | Puerto Príncipe  | Canadá               | 3:0  | Estados Unidos | Clasificación para el Campeonato Concacaf de 1977 | Anotado |
| 9 | 11 de septiembre de 1977 | Puerto España    | Trinidad y Tobago    | 1:1  | Canadá         | Amistoso                                          | -       |
| 10 | 8 de octubre de 1977     | Monterrey        | Canadá               | 1:2  | El Salvador    | Campeonato Concacaf de 1977                       | -       |
| 11 | 16 de octubre de 1977    | Ciudad de México | Canadá               | 2:1  | Guatemala      | Campeonato Concacaf de 1977                       | -       |
| 12 | 20 de octubre de 1977    | Monterrey        | Haití                | 1:1  | Canadá         | Campeonato Concacaf de 1977                       | -       |
| 13 | 22 de octubre de 1977    | Monterrey        | México               | 3:1  | Canadá         | Campeonato Concacaf de 1977                       | -       |
| 14 | 15 de septiembre de 1980 | Vancouver        | Canadá               | 4:0  | Nueva Zelanda  | Amistoso                                          | -       |
| 15 | 17 de septiembre de 1980 | Edmonton         | Canadá               | 3:0  | Nueva Zelanda  | Amistoso                                          | -       |
| 16 | 18 de octubre de 1980    | Toronto          | Canadá               | 1:1  | México         | Clasificación para la Copa Mundial de 1982        | -       |
| 17 | 1 de noviembre de 1980   | Vancouver        | Canadá               | 2:1  | Estados Unidos | Clasificación para la Copa Mundial de 1982        | -       |
| 18 | 9 de noviembre de 1980   | Tegucigalpa      | Honduras             | 2:0  | Canadá         | Amistoso                                          | -       |
| 19 | 16 de noviembre de 1980  | Ciudad de México | México               | 1:1  | Canadá         | Clasificación para la Copa Mundial de 1982        | -       |
| 20 | 12 de octubre de 1981    | San Fernando     | Trinidad y Tobago    | 2:4  | Canadá         | Amistoso                                          | -       |
| 21 | 6 de noviembre de 1981   | Tegucigalpa      | Canadá               | 1:1  | Haití          | Campeonato Concacaf de 1981                       | -       |
| 22 | 21 de noviembre de 1981  | Tegucigalpa      | Cuba                 | 2:2  | Canadá         | Campeonato Concacaf de 1981                       | -       |

## Clubes
| Club                               | País           | Año       |
| ---------------------------------- | -------------- | --------- |
| Victoria O'Keefe                   | Canadá         | 1969-1970 |
| Victoria West United               | Canadá         | 1971-1973 |
| London Boxing Club                 | Canadá         | 1974-1976 |
| Vancouver Whitecaps                | Canadá         | 1977-1980 |
| Los Angeles Aztecs (cesión)        | Estados Unidos | 1979      |
| Tulsa Roughnecks                   | Estados Unidos | 1980-1981 |
| Fort Lauderdale/Minnesota Strikers | Estados Unidos | 1981-1983 |
| Tampa Bay Rowdies                  | Estados Unidos | 1984      |

## Palmarés

### Títulos nacionales
| Título                       | Equipo              | País   | Año  |
| ---------------------------- | ------------------- | ------ | ---- |
| North American Soccer League | Vancouver Whitecaps | Canadá | 1979 |